# По-красива от теб
„По-красива от теб“ (на турски: Senden Daha Güzel) е турски сериал, премиерно излъчен през 2022 г.

## Актьорски състав
- Джемре Байсел – Ефсун Армаган
- Бурак Челик – Емир Демирхан
- Ебру Дюндюбейоглу – Первин Сойлу
- Берат Йенилмез – Кая Демирхан
- Севинч Ербулак – Серпил Демирхан
- Джем Куртоглу – Ферди Армаган
- Джихан Ерджан – Яшар
- Шафак Пекдемир - Севда Тюзкан
- Тууче Кумрал – Ширин
- Гьозде Кая – Гюлден
- Анъл Челик – Мете
- Мерве Шен – Биннур
- Азиз Джанер Инан – Танер
- Кимя Гьокче Айтач – Джанан
- Озан Кая Окту – Джем Демирхан
- Юнус Екси – Сарп
- Берил Колку – Борджу
- Мутлунур Лафчи – Айнур
- Сена Чакър – Аслъ
- Хакан Динчкол – Али Бичакчи

## В България
В България сериалът започва излъчване по стрийминг платформата Voyo на 5 май 2023 г.На 25 октомври 2023 г. започва излъчване по bTV Lady и завършва на 10 декември. На 1 март 2025 г. започва повторно излъчване по bTV Story и завършва на 10 май. Ролите се озвучават от Милена Живкова, Надя Полякова, Ивет Лазарова,  Станислав Пищалов и Борис Кашев. Дублажът е записан в Sound City Studio.